# Volmerdingsen
Volmerdingsen ist ein Stadtteil der Stadt Bad Oeynhausen im Kreis Minden-Lübbecke in Ostwestfalen. Mit einer Fläche von fast 12 Quadratkilometer ist es der größte Stadtteil von Bad Oeynhausen.

## Lage
Volmerdingsen liegt im nördlichen Teil der Stadt Bad Oeynhausen und grenzt im Osten, Süden und Westen an deren Stadtteile Eidinghausen, Werste und Wulferdingsen. Im Norden grenzt Volmerdingsen an den Stadtteil Haddenhausen der Stadt Minden sowie den Ortsteil Rothenuffeln der Gemeinde Hille.
Naturräumlich gesehen liegt der Ort im nördlichen Teil des Ravensberger Hügellands und hat Anteil am Östlichen Wiehengebirge, das auf dem Kamm die Nordgrenze des Ortes bildet. Im Bereich des Bergkirchener Passes greift der Ort geringfügig auf den Nordhang über. Ein Teil der Ortslage von Bergkirchen, insbesondere dessen markante Kirche, liegt schon auf Volmerdingsener Territorium.

## Geschichte
Erstmals wird Volmerdingsen 1089 urkundlich erwähnt. Der Ort gehörte bis zu den Napoleonischen Kriegen zur Vogtei Gohfeld im Amt Hausberge des Fürstentums Minden. Von 1807 bis 1810 gehörte Volmerdingsen zum napoleonischen Satellitenstaat Königreich Westphalen, in dem der Ort zum Kanton Haddenhausen gehörte. Von 1811 bis 1813 gehörte der Ort unmittelbar zu Frankreich und war dort Sitz der Mairie Volmerdingsen im Arrondissement Minden des Departements der Oberen Ems. Volmerdingsen fiel 1813 wieder an Preußen und kam 1816 zum neuen Kreis Minden. Im Kreis Minden gehörte Volmerdingsen bis 1851 zum Amt Dützen und seitdem zum Amt Rehme. Bevor die Gemeinde bei der kommunalen Neugliederung am 1. Januar 1973 Teil der Stadt Bad Oeynhausen wurde, hatte sie eine Fläche von 11,78 km² sowie 4327 Einwohner (31. Dezember 1972).

## Sehenswürdigkeiten

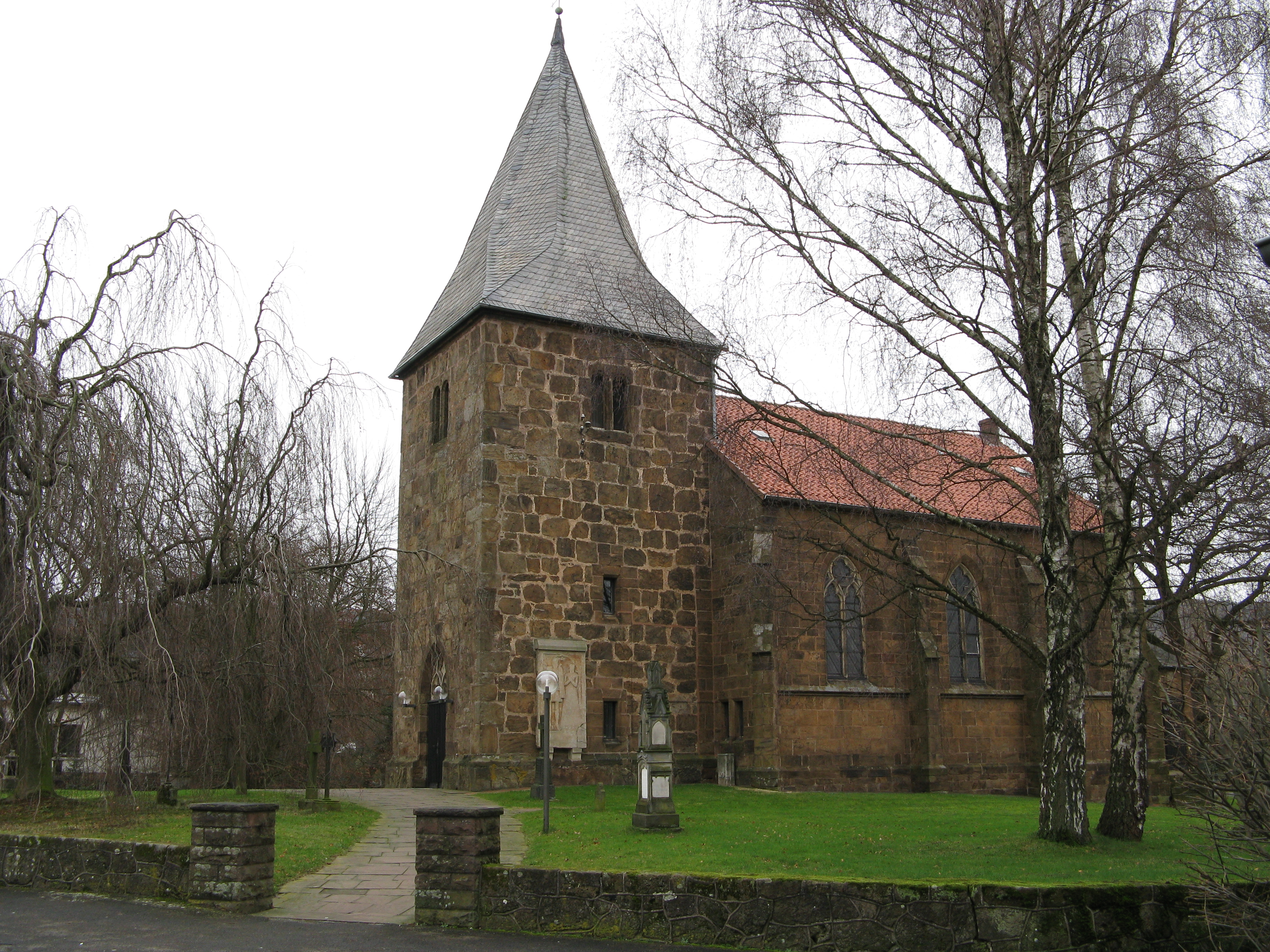
Evangelische Kirche Volmerdingsen

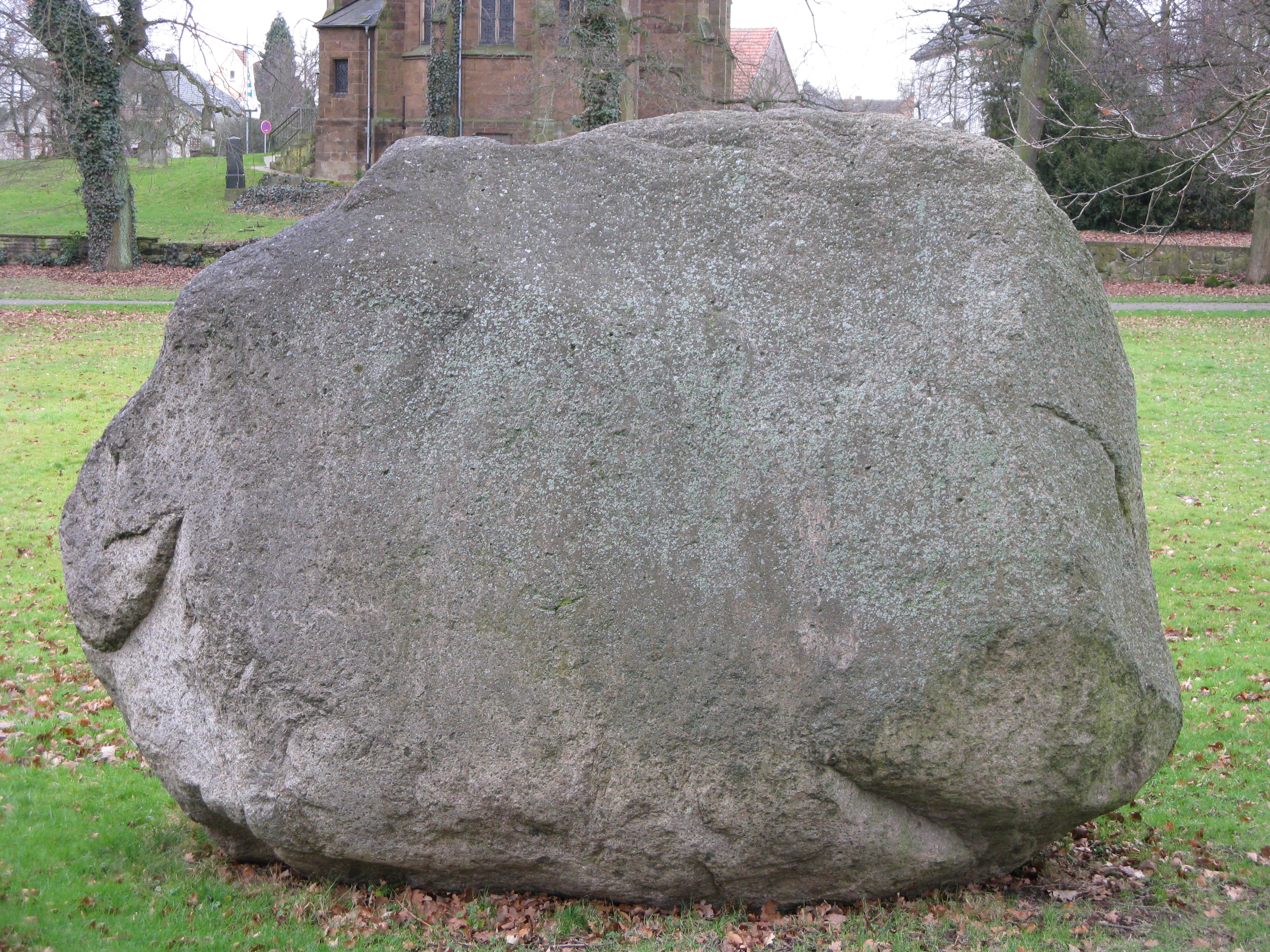
Findling in Volmerdingsen

In der Ortsmitte liegt östlich der Evangelischen Kirche  ein rund 40 Tonnen schwerer Findling aus Granit, der während der frühen Saaleeiszeit aus Südschweden von Gletschern nach Volmerdingsen transportiert wurde. Sein größter Umfang beträgt 10,70 Meter.

## Schule
Volmerdingsen ist seit 2012 Teilstandort des Grundschulverbunds zwischen Weser und Wiehen, einem Verbund der ehemaligen Grundschulen der Stadtteile Dehme und Volmerdingsen. Außerdem befindet sich in Volmerdingsen ein Kindergarten.

## Sonstiges
Geprägt wird Volmerdingsen von der nördlich des alten Ortskerns gelegenen diakonischen Stiftung Wittekindshof, die dort 1887 gegründet wurde. Darauf deutet das Kronenkreuz im Ortswappen hin. Die Stiftung ist mit über 2.500 Beschäftigten der größte Arbeitgeber der Stadt Bad Oeynhausen.

## Persönlichkeiten
- Dorothee von Windheim (* 1945), Künstlerin
- Helmut Lütkepohl (* 1951), Ökonom[5]